# Ruta Provincial E 62 (Córdoba)
La Ruta Provincial E 62, es una vía de transporte que se encuentra dentro del Valle de Calamuchita, provincia de Córdoba, República Argentina. Su desarrollo es íntegramente urbano. Si bien no está demarcado su kilometraje con mojones, si se respetan las especificaciones sobre el criterio de metrado de las vías de transporte de la provincia de Córdoba en el Nomenclador Vial de Córdoba, se presume que el kilómetro cero de esta arteria se ubica en el acceso a Villa Rumipal, en el kilómetro 102 de la ruta  RP 5 . Pero el mismo Nomenclador indica que su inicio está en el kilómetro 108 de la  RP 5 , donde se intersecan. Debido a que esta última indicación está especificada en el Nomenclador, se toma el inicio en este punto.

Junto a un puñado de otras rutas, es una de las más cortas de la provincia.
Se inicia como Avenida Fuerza Aérea, y luego de tomar sucesivos nombres, continúa hasta intersecarse nuevamente con la  RP 5  en el kilómetro 105.

## Recorrido
| CONTgq | ABZq+lr | CONTfq |

|  | BHF |

|  | BHF |

|  | BHF |

|  | BHF |

| CONTgq | ABZqlr | CONTfq |